# Antal Pallavicini
Antal Pallavicini, noto anche come Antal Pálinkás dal 1951 (Budapest, 30 luglio 1922 – Budapest, 10 dicembre 1957), è stato un nobile e militare ungherese.
Martire della rivoluzione del 1956, alla caduta del comunismo in Ungheria nel 1989 venne riabilitato e promosso colonnello postumo.

## Biografa

### La famiglia
Nato a Budapest il 30 luglio 1922, Antal era figlio secondogenito del conte György Pallavicini, discendente dell'omonima dinastia italiana, e di sua moglie, la contessa Borbála Andrássy. Suo nonno paterno era l'industriale Ede Pallavicini. Suo nonno materno era il conte Tivadar Andrássy, figlio a sua volta del celebre statista ungherese Gyula Andrássy, primo primo ministro ungherese.

### Formazione e carriera
Dopo aver ottenuto il diploma, Antal Pallavicini cominciò a lavorare presso la fabbrica di macchine Weiss Manfréd a Csepel.
Nel dicembre del 1940, si iscrisse come volontario per difendere l'Ungheria. Nel 1941, venne ammesso all'Accademia Ludovika e ne uscì come tenente nel 1943. Con l'occupazione tedesca dell'Ungheria (19 marzo 1944), entrò nel movimento di resistenza anti-nazista ed anti-fascista, prendendo parte alla formazione del fronte ungherese ed assicurandosi dei legami col movimento della resistenza democratica diretto da Endre Bajcsy-Zsilinszky. Con l'arresto dei dirigenti dell'organizzazione, fuggì verso il fronte. Trovato dall'Armata Rossa a Timișoara, si iscrisse volontario alla testa di un battaglione di soldati ungheresi ma venne infine inviato al campo di concentramento n. 126 a Nikolaïev.
Nel febbraio del 1946, venne liberato ed ottenne di restare nell'esercito ungherese. Dal 1947 divenne aiutante del generale di divisione István Beleznay. Suo fratello György Pallavicini, deportato dai tedeschi a Dachau per implicazioni con la resistenza ungherese, venne liberato ma arrestato dalle autorità ungheresi nel 1946 che lo inviarono in un campo di concentramento in Siberia dove morì nel 1949.
Antal Pallavicini si iscrisse al Partito Comunista Ungherese nel 1947. Decorato nel 1948 con la medaglia di bronzo dell'Ordine della Libertà per i servizi prestati allo stato durante la guerra, entrò nel 1950 nel reggimento di Piliscsaba e venne nominato comandante di un battaglione. Nel 1951, venne trasferito ad Aszód. In quello stesso anno, abbandonò il suo nome di famiglia per adottare quello meno aristocratico e più russo di Pálinkás.
Promosso tenente colonnello nel 1954, venne accusato di maltrattamenti e retrocesso di grado. Nel contempo, la sua adesione al Partito Comunista Ungherese venne annullata per le sue origini aristocratiche. Nel luglio del 1955 venne inviato in un reggimento per la formazione degli ufficiali a Rétság. Nel 1956, raggiunse il grado di capo di stato maggiore del medesimo reggimento.

### La rivoluzione del 1956
Il 30 ottobre 1956, venne eletto presidente del consiglio militare rivoluzionario, col compito di rifornire di armi e munizioni le organizzazioni rivoluzionarie civili locali. Nel medesimo giorno, inviò un gruppo di armate a liberare il cardinale József Mindszenty, detenuto al castello di Almássy presso Felsőpetény. Il cardinale venne condotto senza colpo ferire alla caserma di Rétság.
La mattina del 31 ottobre, il maggiore Pálinkás inviò delle truppe al castello di Buda per proteggere il palazzo dell'arcivescovo sulla via Úri il 4 novembre, allorché il cardinale Mindszenty si arrese all'ambasciata degli Stati Uniti a seguito dell'invasione delle truppe sovietiche. Il ministro della difesa trasmise quindi alle truppe ungheresi l'ordine di deporre le armi di fronte all'invasore.

### Le conseguenze della partecipazione alla rivoluzione

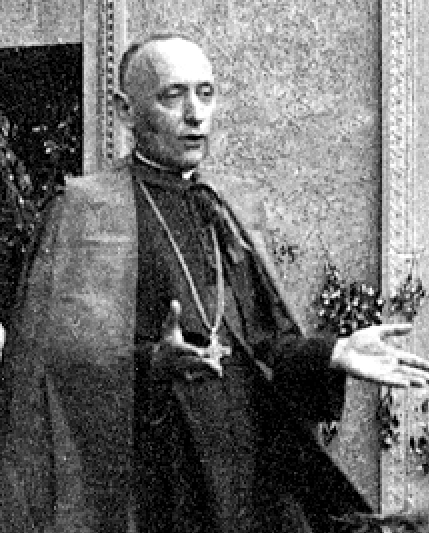
Il cardinale József Mindszenty.

Il 25 novembre 1956, Antal Pálinkás venne identificato come una delle figure principali della controrivoluzione e venne accusato di aver utilizzato la violenza per liberare il cardinale. Le sue origini aristocratiche e l'azione di suo padre György Pallavicini a suo tempo contro la repubblica sovietica ungherese del 1919 giocarono da subito a suo sfavore. Arrestato il 25 dicembre 1956 davanti ai suoi uomini, si rifiutò di giurare fedeltà al nuovo governo e venne espulso dall'esercito il 4 gennaio del 1957. Nuovamente arrestato nella notte del 6 febbraio 1957, venne condotto davanti ad un tribunale militare con l'accusa di aver liberato illegalmente il cardinale Mindszenty, di aver siglato dei trattati controrivoluzionari e di aver diretto delle manovre destinate ad attentare allo stato democratico e popolare ungherese. Fu compagno di prigionia del drammaturgo Gyula Háy, condannato a sei anni di carcere dal Consiglio Popolare ungherese per le sue implicazioni dei suoi scritti.
Il 16 settembre 1957, Antal Pálinkás venne infine condannato al carcere a vita dal tribunale militare di Budapest in prima istanza. Per appello del procuratore, venne infine condannato a morte l'11 novembre 1957. La domanda di grazia che inviò a governo venne rifiutata. Il mattino del 10 dicembre 1957, venne giustiziato mediante impiccagione nella prigione di Budapest e sepolto in una tomba anonima del campo 301 del nuovo cimitero pubblico di Budapest. Il tenente colonnello Lajos Garami (1919), accusato di complicità, venne condannato a dieci anni di prigione e liberato poi nel 1961.
Il cardinale Mindszenty rimase profondamente scioccato da questo fatto che lo aveva toccato in prima persona quando seppe della notizia dell'esecuzione di Antal Pálinkás.

### Dopo la morte

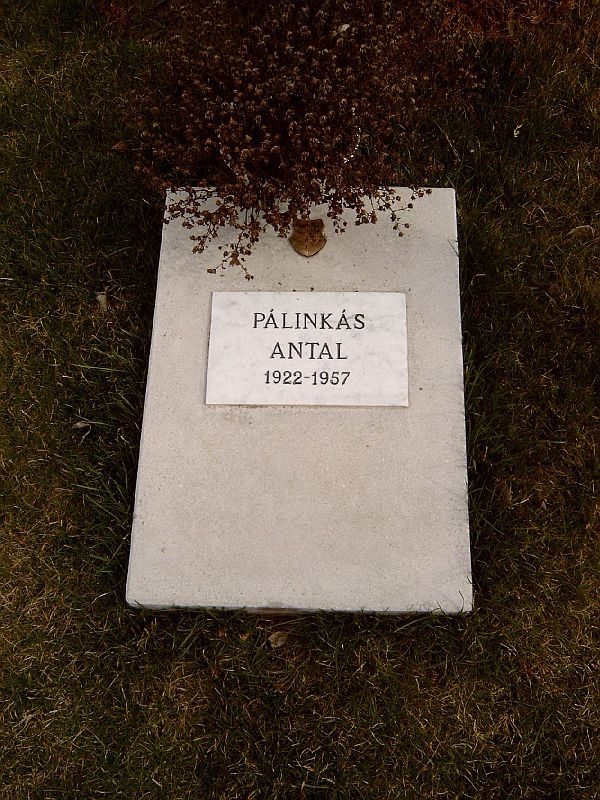
La tomba di Antal Pallavicini a Budapest

Anche dopo la sua morte, i membri della famiglia di Antal continuarono ad essere sorvegliati speciali della polizia ungherese e venne impedito ai suoi figli di accedere all'università.
Antal Pallavicini aveva sposato Judit Székely (1924-1999) il 24 maggio 1947 a Budapest. Il matrimonio era stato poi sciolto nel 1952, ma nel 1948 era nato un figlio, András Pallavicini, che emigrò poi a Toronto e non tornerà in Ungheria nemmeno alla caduta del regime comunista. Dal secondo matrimonio con Ilona Dudás (1931), Antal ebbe una figlia, Borbula (1954), che ancora oggi vive a Budapest.
Antal venne riabilitato alla caduta del regime comunista ungherese nel 1989, e postumo ricevette il titolo di colonnello.